# Øksnavadporten
Øksnavadporten is een halte in het dorp Kvernaland in de gemeente Klepp in het zuiden van Noorwegen. De stopplaats ligt aan Sørlandsbanen, maar wordt alleen bediend door de stoptreinen van Jærbanen richting Stavanger en Egersund. 